# I. A třída Královéhradeckého kraje 2008/2009
V utkáních I. A třídy Královéhradeckého kraje 2008/2009, jedné ze skupin 6. nejvyšší fotbalové soutěže v Česku, se utkalo 14 týmů dvoukolovým systémem podzim – jaro. Tento ročník začal v srpnu 2008 a skončil v červnu 2009.
Postup si zajistil vítěz RMSK Cidlina Nový Bydžov „B“ a druhý tým tabulky, SK Bystřičan Kunčice; sestoupily poslední 2 týmy.

## Konečná tabulka I. A třídy Královéhradeckého kraje 2008/2009
| Poř. | Tým                              | Z  | V  | R | P  | VG | OG | B  |
| ---- | -------------------------------- | -- | -- | - | -- | -- | -- | -- |
| 1.   | RMSK Cidlina Nový Bydžov „B“ (N) | 26 | 20 | 1 | 5  | 81 | 28 | 61 |
| 2.   | SK Bystřičan Kunčice             | 26 | 17 | 5 | 4  | 65 | 26 | 56 |
| 3.   | SK Libčany                       | 26 | 13 | 9 | 4  | 57 | 33 | 48 |
| 4.   | TJ Dobruška (N)                  | 26 | 12 | 7 | 7  | 45 | 35 | 43 |
| 5.   | FK Chlumec nad Cidlinou          | 26 | 12 | 4 | 10 | 44 | 43 | 40 |
| 6.   | TJ Lázně Bělohrad                | 26 | 12 | 3 | 11 | 54 | 51 | 39 |
| 7.   | FC Vrchlabí                      | 26 | 12 | 2 | 12 | 46 | 41 | 38 |
| 8.   | TJ Sokol Roudnice                | 26 | 10 | 6 | 10 | 51 | 46 | 36 |
| 9.   | SK Hořice (N)                    | 26 | 10 | 5 | 11 | 40 | 48 | 35 |
| 10.  | TJ Dvůr Králové nad Labem „B“    | 26 | 9  | 6 | 11 | 53 | 52 | 33 |
| 11.  | FK Kostelec nad Orlicí (S)       | 26 | 9  | 6 | 11 | 45 | 52 | 33 |
| 12.  | FK Trutnov „B“                   | 26 | 7  | 5 | 14 | 38 | 65 | 26 |
| 13.  | FC Milíčeves (S)                 | 26 | 2  | 7 | 17 | 32 | 65 | 13 |
| 14.  | TJ Sokol Libáň (S)               | 26 | 3  | 2 | 21 | 24 | 90 | 11 |

Poznámky:
- Z = Odehrané zápasy; V = Vítězství; R = Remízy; P = Prohry; VG = Vstřelené góly; OG = Obdržené góly; B = Body; (S) = Mužstvo sestoupivší z vyšší soutěže; (N) = Mužstvo postoupivší z nižší soutěže (nováček)

|  | Postup do Krajského přeboru Královéhradeckého kraje 2009/2010 |
|  | Sestup do příslušné I. B třídy 2009/2010                      |